# Piano rock
Піано-рок, або фортепіано-рок (англійською - Piano rock) — це різновид року, в якому замість гітари провідним інструментом є фортепіано.
Представниками даного напрямку є такі знамениті гурти, як Keane, The Fray, Augustana, Jack's Mannequin, Coldplay, Five For Fighting, The Hush Sound, The Last Goodnight, OneRepublic, Ben Folds Five, Muse, The Dresden Dolls і The Whitlams, а також виконавці, такі як Кейт Буш, Руфус Уейнрайт, Джефф Рейнголдс і Aqualung.

## Виникнення та розвиток
Ранній «піано-рок-н-рол» був заснований на таких музичних напрямках, як бугі-вугі і блюз, але грав швидше, жвавіше і жорсткіше. Все більше і більше піаністів починають захоплюватися новим музичним джазовим стилем бугі-вугі, який набув широкої популярності в кінці 1930-х - 1950-x років в Америці.
Джеррі Лі Льюїс з Луїзіани просто вразив світ своєю грою на фортепіано. Будучи піаністом і не маючи можливості відходити від свого інструменту, Льюїс направляв всю свою енергію в гру, часто доповнюючи її ударами по клавішах ногами і головою. Неперевершеним також був Літл Річард зі своїми шаленими виступами. Він був одним із перших, хто приніс театральний стиль у рок-н-рол. Так само як і Джеррі Лі він засновував свій стиль на роздутому звуці «Бугі-вугі».
У 1953 році Чак Беррі заснував Johnnie Johnson Trio, з якого і почалася співпраця Беррі з піаністом Джонні Джонсоном. Фортепіано в Johnnie Johnson Trio грало роль підтримки гітарі. Це стало зразком для багатьох рок-гуртів, які стали наслідувати цей приклад.
Елементи «фортепіано-року» почали з'являтися в кінці 40-их років. У першу чергу це було пов'язано з першим забійником Фетса Доміно "Товста Людина", в 1949 році. Ті ж елементи були запозичені у Амоса Мілберна та інших блюзових піаністів (блюз-піано), які перед цим запозичили їх у бугі-вугі-піаністів. У цей час і стає широковідомим американський музикант Джеррі Лі Льюїс.
Піано-рок став популярним напрямком з 1970-их років, починаючи з таких виконавців як Елтон Джон і Біллі Джоел, і продовжує бути таким донині з гуртами Keane і Ben Folds, Торі Амосом...